# Joaquín Rodrigo Vidre
Joaquín Rodrigo Vidre (Sagunt, 22 de novembre de 1901 - Madrid, 6 de juliol de 1999), compositor valencià.

## Biografia
Joaquín Rodrigo va nàixer a Sagunt el dia de Santa Cecília (patrona de la música). Va perdre la vista als tres anys, després d'haver contret la diftèria a causa d'una epidèmia a Sagunt, l'any 1905. Va començar a estudiar piano i violí als vuit anys. Malgrat ser molt conegut per la seua obra per a guitarra, mai no va tocar aquest instrument.
Va estudiar amb Francesc Antich a València i amb Paul Dukas a París. Aquest últim el considerava com un dels seus alumnes més destacats. Després d'una estada breu a Espanya, va retornar a París, on va estudiar musicologia, primer amb Maurice Emmanuel i més tard amb André Pirro. El 1925 va rebre el Premi Nacional de Música per Cinco piezas infantiles per a orquestra. Des del 1947 va ser professor d'història de la música, ocupant la càtedra Manuel de Falla en la Facultat de Filosofia i Lletres de la Universitat Complutense de Madrid.
La seua obra més cèlebre, el Concierto de Aranjuez per a guitarra i orquestra, va ser composta durant la guerra civil (entre 1938 i 1939) a París. Va ser estrenada a Barcelona el 9 de novembre de 1940 pel guitarrista Regino Sainz de la Maza. El Concierto de Aranjuez és l'obra més popular i difosa de Rodrigo, de la qual s'han fet innombrables gravacions i fins i tot arranjaments per diversos conjunts, sent adaptada també per intèrprets pop.
L'èxit d'aquest concert va proporcionar a Rodrigo nombroses comandes de virtuosos, incloent-hi el flautista James Galway i el violoncel·lista Julian Lloyd Webber. El 1954 Rodrigo va compondre Fantasia para un gentilhombre, sota comanda d'Andrés Segovia. El seu Concierto andaluz, per a quatre guitarres i orquestra, va ser comanda de Celedonio Romero, per ser interpretat per ell mateix en companyia dels seus tres fills.
El 1991, Rodrigo va rebre el títol de Marqués de los Jardines de Aranjuez de mans del rei Joan Carles I. També va rebre el Premi Ondas de música clàssica el 1995, el prestigiós Premi Príncep d'Astúries el 1996 i l'Orde de les Arts i les Lletres de la República Francesa el 1998.
Es va casar amb la pianista turca Victoria Kamhi el 19 de gener de 1933, a València. L'única filla, Cecília, va nàixer el 27 de gener de 1941. Va morir l'any 1999 a Madrid. Joaquín Rodrigo i la seua esposa, Victoria, estan soterrats al cementeri d'Aranjuez.

## Música
Rodrigo passa per ser el representant més destacat del que s'anomena el nacionalisme castissista, moviment nacionalista musical imperant en l'Espanya de la postguerra. L'èxit inicial del Concierto de Aranjuez va portar el compositor a assajar una vegada i una altra aquesta fórmula que havia demostrat la seua capacitat de contacte amb el públic, no només a escala local, sinó internacional. Així, Rodrigo es decanta per una banda per la fórmula concertant, que va repetir no només per a guitarra sola o a dues o quatre, sinó també per a violoncel, piano, flauta o fins i tot castanyoles. A més, l'element castís estarà sempre present en la seua obra, amb referències al folklore espanyol o a la tradició urbana de la sarsuela (per exemple, en el seu Concert-Serenata per a arpa).
Segons Tomás Marco, les composicions de Rodrigo tenen llum pròpia en tota la llarga època en què el nacionalisme castissista va dominar la composició espanyola, sent amb notable diferència, el millor d'aquest grup d'autors que, tot i tenir una constant referència a Falla, implícitament begueren molt més de les fonts turinianes i que, com el compositor sevillà, van cristal·litzar aviat un estil i una forma que es revelen inamovibles i que no tenen possibilitat d'evolucionar i, tal vegada, tampoc voluntat.... A aquest respecte, el mateix Rodrigo va declarar: Potser el meu got siga petit, però bec del meu propi got.
Els concerts per a solista i orquestra mostren sempre la mateixa estructura, tres moviments d'arrel nacionalista, els dos extrems rítmics i el central accentuadament melòdic, amb possibilitats de lluïment del virtuós i un acompanyament orquestral senzill.

## Obres (llista no exhaustiva)

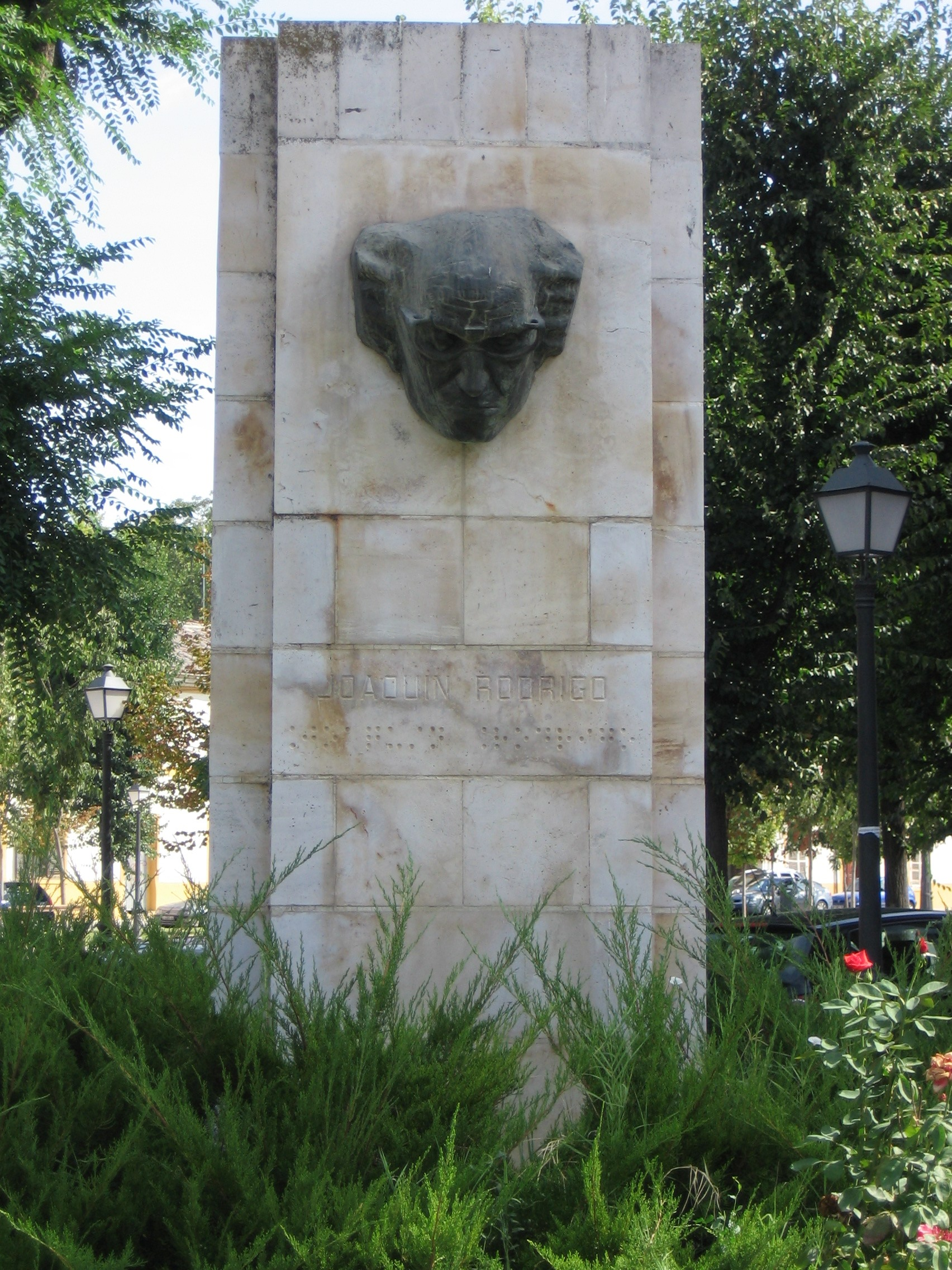
Monument a Joaquín Rodrigo a
Aranjuez

### Orquestra
- Cinco piezas infantiles (1924)
- Preludio para un poema a la Alhambra (1926)
- Tres viejos aires de danza (1926-27)
- Zarabanda lejana y villancico, per a orquestra de corda (1939)
- Per la flor del Lliri Blau, poema simfònic (1934)
- Dos berceuses (1935)
- Homenaje a la Tempranica, amb part solista de castanyoles (1939)
- Soleriana
- Música para un jardín (1957)
- A la búsqueda del más allá, (1976)

### Obres concertants
- Violoncel i orquestra:
  - Concierto en modo galante (1949)
  - Concierto como un divertimento (1978–1981)

- Flauta i orquestra:
  - Concierto pastoral (1978)

- Guitarra i orquestra:
  - Concierto de Aranjuez (1939)
  - Concierto andaluz, per a quatre guitarres (1967)
  - Concierto para una fiesta (1982)
  - Fantasia para un gentilhombre (1954)
  - Concierto madrigal, per a dues guitarres (1968)

- Arpa i orquestra:
  - Concierto serenata (1954)
  - Sones de la Giralda (1963)

- Piano i orquestra:
  - Juglares (1923), estrena (1924), a València
  - Concierto heroico (1943)

- Violí i orquestra:
  - Cançoneta (1923)
  - Concierto de estío (1944)

### Instrumental i de cambra
- Guitarra:
  - Tres piezas españolas
  - Invocación y danza en homenaje a Manuel de Falla (1961) Primer premi Coupe International de Guitare, de l'Office de Radiodiffusion Télévision Française (ORTF)
  - Elogio de la guitarra (1971)

- Piano:
  - Preludio al gallo mañanero (1926)
  - A l'obre de Torre Bermeja (1945)
  - Cinco sonatas de Castilla con Toccata a modo de pregón (1951)

- Cambra:
  - Dos piezas caballerescas, per a conjunt de violoncels (1945)

### Vocal i coral
- Jo tinc un burro, per a cor, harmonització cançó popular valenciana (1923)
- Cançó del teuladí, per a veu i piano, sobre poema de Teodor Llorente (1934)
- Cántico de la esposa, per a veu i piano, sobre poemes de Sant Joan de la Creu
- Tríptic de Mossén Cinto, per a solista i orquestra, sobre poemes de Jacint Verdaguer (1946)
- Quatre cançons en llengua catalana, per a veu i piano (1946)
- Cuatro madrigales amatorios, per a veu i piano o veu i orquestra (1948)
- Ausencias de Dulcinea, per a baix, quatre sopranos i orquestra (1948)
- Tres viejos aires de danza (1994)
- Villancicos y canciones de Navidad (1952)
- Música para un códice salmantino, per a cor (1952)

### Teatre
- Música incidental per a El desdén con el desdén (1951)
- La destrucción de Sagunto (1951)
- Música incidental per a La vida es sueño, de Pedro Calderón de la Barca (1954)
- Pavana real, ballet (1955)
- Música indicental per a Èdip, de Sòfocles (1956)
- El hijo fingido, sarsuela, amb llibret de la seua esposa, Victoria Kamhi